# Pilar Sánchez Luque
María del Pilar Sánchez Luque, vagy művésznevén Pastora Soler (Coria del Río, 1978. szeptember 27. –) spanyol-andalúz énekes-zeneszerző, aki a 2012-es Eurovíziós Dalfesztiválon Spanyolország színeiben állt színpadra Bakuban a "Quédate conmigo" című dalával. Az Időtlen szerelem (spanyolul: Cuando me enamoro) című film egyik betétdalát, az Esta vez quiero ser yo-t is Ő énekli, melyet a filmben Marina és Jerónimo ad elő.

## Diszkográfia

### Stúdió albumok
- Nuestras coplas, 1994
- El mundo que soñé, 1996
- Fuente de luna, 1999
- Corazón congelado, 2001
- Deseo, 2002
- Pastora Soler, 2005
- Toda mi verdad, 2007
- Bendita locura, 2009
- Una mujer como yo, 2011

### Koncert albumok
- 15 Años, 2010

### Válogatások
- Sus grandes éxitos, 2005

## Fordítás
- Ez a szócikk részben vagy egészben  a   Pastora Soler című angol Wikipédia-szócikk fordításán alapul.  Az eredeti cikk szerkesztőit annak laptörténete sorolja fel. Ez a jelzés csupán a megfogalmazás eredetét és a szerzői jogokat jelzi, nem szolgál a cikkben szereplő információk forrásmegjelöléseként.